# Radojko Avramović
Radojko Avramović, detto Raddy (in serbo Радојко Аврамовић?; Sjenica, 29 novembre 1949), è un allenatore di calcio ed ex calciatore serbo, fino al 2003 jugoslavo e al 2006 serbo-montenegrino, di ruolo portiere.

## Carriera

### Giocatore

#### Club
Ha iniziato la carriera difendendo la porta di club jugoslavi per quasi 11 anni prima di trasferirsi in Inghilterra. Nel 1983 viene ingaggiato dal Inter Montréal, club della neonata Canadian Professional Soccer League. La squadra, guidata da Eddie Firmani ottenne buoni risultati sul campo ma dovette abbandonare il campionato a poche giornate dal termine per i troppi debiti accumulati.

#### Nazionale
Ha giocato la sua unica partita in nazionale nel 1978.

### Allenatore
Dopo il ritiro dal calcio giocato ha intrapreso la carriera da allenatore concentrandosi principalmente sulla squadre nazionali. Guidando il Kuwait è stato protagonista delle Olimpiadi nel 2000.

## Palmarès

### Giocatore

#### Competizioni nazionali
- Coppa di Jugoslavia: 2

Rijeka: 1977-1978, 1978-1979

#### Competizioni internazionali
- Coppa dei Balcani per club: 1

Rijeka: 1978